# 川嶋義一
川嶋 義一（かわしま よしかず、1985年10月25日 - ）は俳優。元山王プロダクション所属。東京都出身。

## 人物
2001年、『3年B組金八先生』にオカマの生徒・北村充宏役で出演して前代未聞の話題となり、オカマの演技力が高評価され、一躍有名になる。
北村充宏は同性愛者（LGBT）のオカマであるが、川嶋自身はオカマではない。
共演者だった森田このみのブログに何度か登場しており、現在は芸能界を引退して、ブランドブティック勤務を経て韓国語の翻訳家をしている。

## 出演作品

### テレビドラマ
- 3年B組金八先生（TBS） - 北村充宏
  - 第6シリーズ（2001年 - 2002年）
  - 第7シリーズ第11話「鶴本直・決断の旅立ち」（2005年）
  - 3年B組金八先生ファイナル〜「最後の贈る言葉」（2011年）